# Ingólfsfjall
Ingólfsfjall är ett berg i republiken Island. Det ligger i regionen Suðurland, 50 km öster om huvudstaden Reykjavík. Toppen på Ingólfsfjall är 551 meter över havet.
Runt Ingólfsfjall är det mycket glesbefolkat, med 4 invånare per kvadratkilometer. Närmaste större samhälle är Selfoss, nära Ingólfsfjall. Trakten runt Ingólfsfjall består i huvudsak av gräsmarker.